# Erwin Lohr

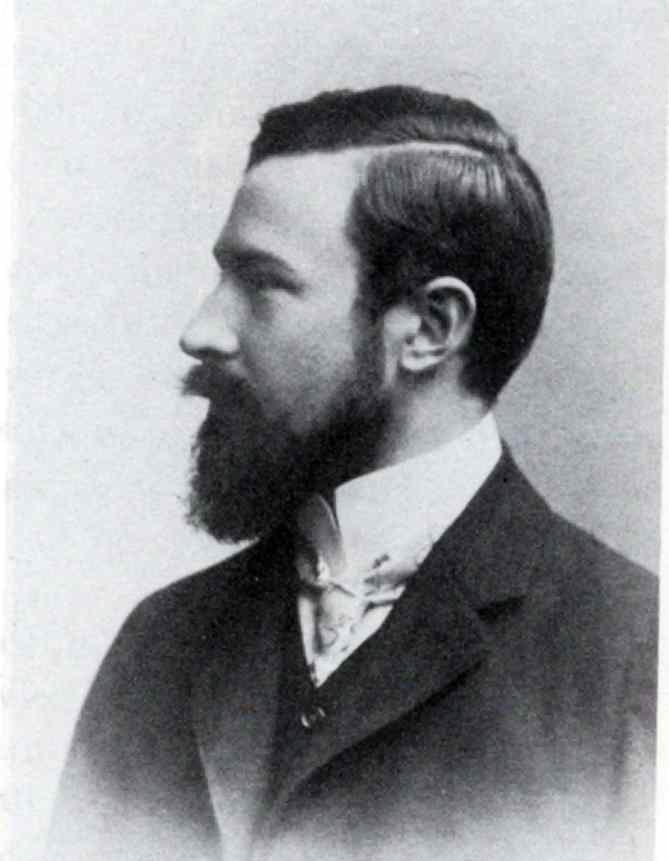
Erwin Lohr 1880–1951

Erwin Lohr (* 1. Dezember 1880 in Budapest; † 23. Oktober 1951 in Werfenweng) war ein österreichischer Physiker.

## Leben
Erwin Lohr wurde als Sohn deutsch-österreichischer Eltern 1880 in Budapest geboren und studierte von 1899 bis 1902 Physik zunächst in Graz, anschließend von 1902 bis 1904 in Wien. Er promovierte 1904 zum Dr.phil mit einer unter Franz Serafin Exner durchgeführten Dissertation zum Thema „Bestimmungen der spezifischen elektrischen Leitfähigkeit des Natriums mit der WIEN’schen Induktionswaage“. 1904/05 erfolgte ein einjähriger Aufenthalt am Cavendish-Laboratorium in Cambridge bei J. J. Thomson. 1905 übernahm er eine Assistentenstelle bei Gustav Jaumann an der Deutschen Technischen Hochschule in Brünn. 1909 wurde er für Physik habilitiert, wurde 1912 Extraordinarius, 1919 außerordentlicher Professor und 1924 Ordinarius, Institutsvorstand und Nachfolger von Gustav Jaumann. 1931/32 war er Rektor. Er gehörte als Mitglied der Deutschen Akademie der Naturforscher Leopoldina an. Mit Ende des Zweiten Weltkriegs verließ Lohr Brünn und zog sich auf seinen Landsitz im Tennengebirge zurück, wo er 1951 starb.

## Wirken
Lohrs Arbeiten zusammen mit denen seines Lehrers Gustav Jaumann waren Pionierarbeiten auf dem Gebiet der Kontinuumsmechanik und sind heute primär aus wissenschaftshistorischer Sicht von Interesse. Zu Lohrs Zeit standen die Theorien vom Kontinuumscharakter der Materie und die unleugbaren experimentellen Hinweise auf die Existenz von Korpuskeln gegenüber. Unter dem starken Einfluss von Gustav Jaumann bemühten sich beide, die Bildung stabiler Konfigurationen von Masse und Elektrizität aus der Vorstellung des Kontinuums abzuleiten. Auf diese Weise sollten sich Elektronen, Atome und Moleküle ergeben. In dieser Schaffensphase schrieb Lohr die Monographie „Atomismus und Kontinuum in der neuzeitlichen Physik“. Daneben schrieb Lohr eine Darstellung der theoretischen Mechanik „Mechanik der Festkörper“ mit weitreichender Berücksichtigung der Technik. Lohr verband eine enge Freundschaft mit Mitgliedern des Exnerkreises Hans Benndorf und Eduard Haschek und mit Clemens Schaefer und Heinrich Waggerl.

## Schriften (Auswahl)
- Atomismus und Kontinuitätstheorie in der neuzeitlichen Physik. Springer Fachmedien, Wiesbaden 1926, ISBN 978-3-663-15653-6.
- Vektor- und Dyadenrechnung für Physiker und Techniker. De Gruyter, Berlin 1939, ISBN 978-3-11-239295-9.
- Mechanik der Festkörper. De Gruyter, Berlin 1952, ISBN 978-3-11-190479-5.